# Scalable Link Interface
Scalable Link Interface (SLI) és el nom de marca d'una tecnologia multi- GPU que actualment està descontinuada, desenvolupada per Nvidia per enllaçar dues o més targetes de vídeo juntes per produir una única sortida. SLI és un algorisme de processament paral·lel per a gràfics per ordinador, destinat a augmentar la potència de processament disponible.

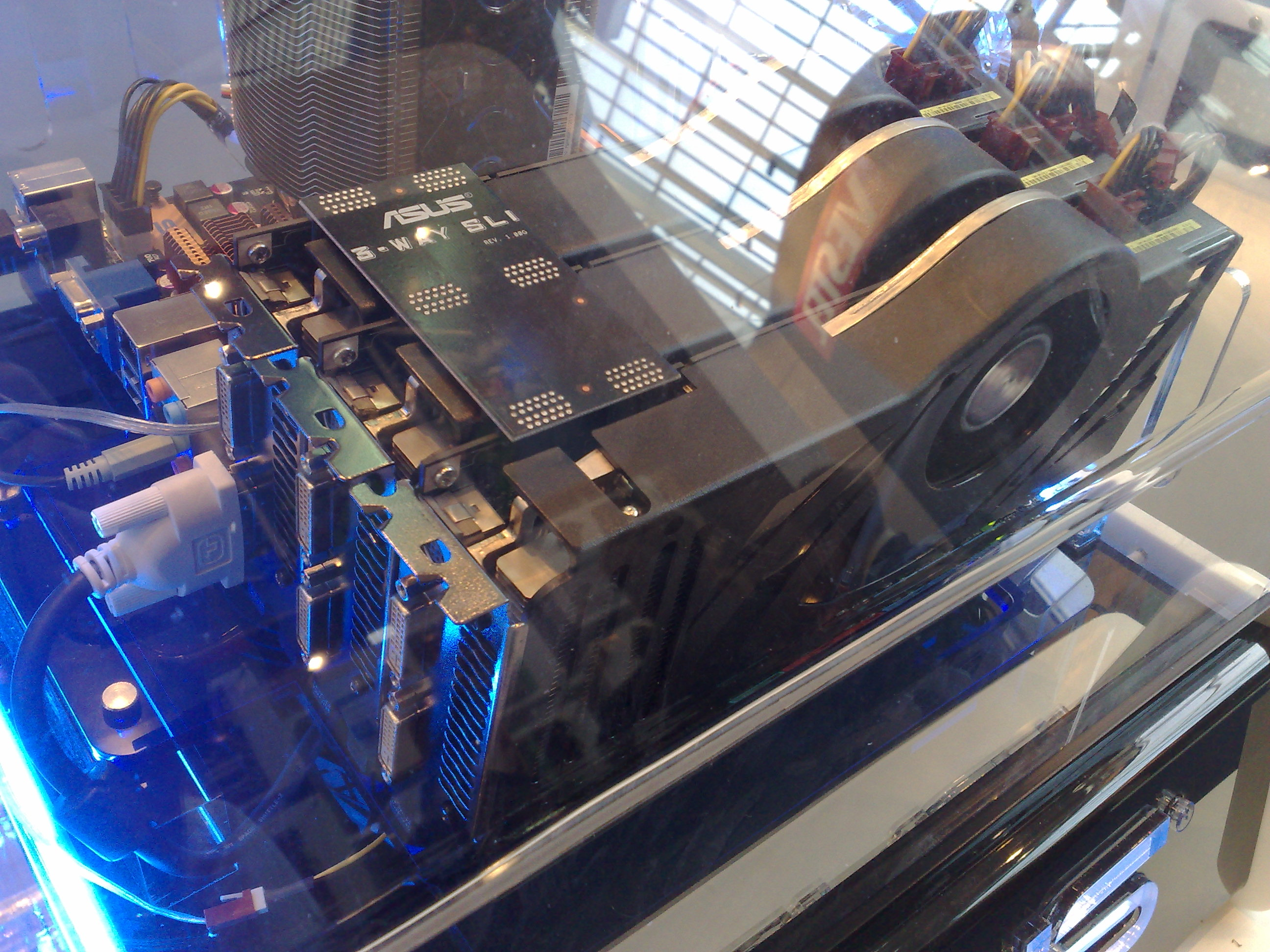
Exemple de SLI de 3 vies utilitzant un connector de pont rígid

L'inicialització SLI va ser utilitzat per primera vegada per 3dfx per a Scan-Line Interleave, que es va introduir al mercat de consum l'any 1998 i es va utilitzar a la línia de targetes de vídeo Voodoo2. Després de comprar 3dfx, Nvidia va adquirir la tecnologia però no la va utilitzar. Més tard, Nvidia va reintroduir el nom SLI l'any 2004 i pretenia que s'utilitzi en sistemes informàtics moderns basats en el bus PCI Express (PCIe); tanmateix, la tecnologia darrere del nom SLI ha canviat dràsticament.

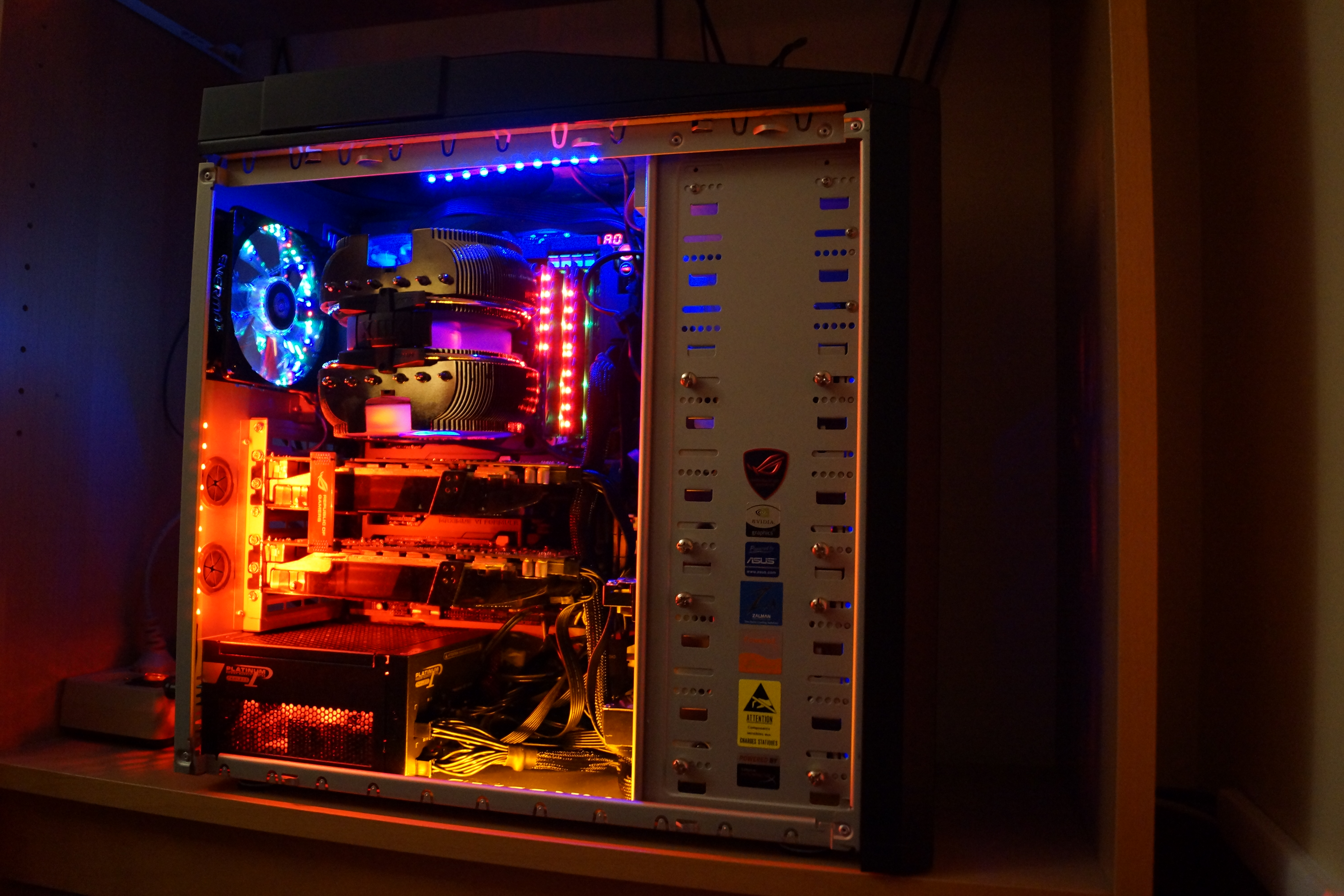
Ordinador amb targetes gràfiques SLI de 2 vies instal·lades

## Implementació
SLI permet que dues, tres o quatre unitats de processament de gràfics (GPU) comparteixin la càrrega de treball quan es representen gràfics d'ordinador en 3D en temps real. Idealment, s'instal·len GPU idèntiques a la placa base que conté suficients ranures PCI Express, configurades en una configuració mestre-esclau. Totes les targetes gràfiques tenen la mateixa càrrega de treball per renderitzar, però la sortida final de cada targeta s'envia a la targeta mestra mitjançant un connector anomenat pont SLI. Per exemple, en una configuració de dues targetes gràfiques, el mestre treballa a la meitat superior de l'escena, l'esclau a la meitat inferior. Un cop acabat l'esclau, envia el seu render al mestre per combinar-lo en una imatge abans d'enviar-lo al monitor.
El pont SLI s'utilitza per reduir les restriccions d'ample de banda i enviar dades directament entre ambdues targetes gràfiques. És possible executar SLI sense utilitzar el connector pont en un parell de targetes gràfiques de gamma baixa i mitjana (per exemple, 7100GS o 6600GT) amb els controladors Forceware 80 de Nvidia. XX o posterior. Com que aquestes targetes gràfiques no utilitzen tant ample de banda, les dades es poden transmetre només a través dels chipsets de la placa base. Tanmateix, si hi ha dues targetes gràfiques de gamma alta instal·lades i s'omet el pont SLI, el rendiment es veurà afectat greument, ja que el chipset no té prou amplada de banda.
Les configuracions actualment inclouen:
- SLI bidireccional, tridireccional i quadridireccional utilitza dues, tres o quatre targetes gràfiques individuals respectivament.
- Dues GPU en una targeta gràfica. Alguns exemples inclouen la GeForce GTX 590, la GeForce GTX 690 i la GeForce GTX Titan Z. Aquesta configuració té l'avantatge d'implementar SLI bidireccional, mentre que només ocupa una ranura PCI Express i (normalment) dues ranures d'E/S d'expansió. Això també permet un SLI de quatre vies utilitzant només dues targetes (que es coneix com a Quad SLI).

Nvidia ha creat un conjunt de perfils de videojocs personalitzats en col·laboració amb els editors de videojocs que activaran automàticament SLI en el mode que ofereix l'augment de rendiment més gran.
Nvidia té tres tipus de ponts SLI:
- Pont estàndard (400 Rellotge de píxels de MHz i 1 Ample de banda GB/s )
- Pont LED (540 Rellotge de píxels de MHz )
- Pont d'amplada de banda alta (650 Rellotge de píxels de MHz i 2 Ample de banda GB/s )

El pont estàndard s'inclou tradicionalment amb les plaques base que admeten SLI i es recomana per a monitors de fins a 1920 × 1080 i 2560 × 1440 a 60 Hz. El pont LED el ven Nvidia, EVGA, i altres i es recomana per a monitors de fins a 2560 × 1440 a 120 Hz i superior i 4K. Els ponts LED només poden funcionar amb el rellotge de píxels augmentat si la GPU admet aquest rellotge. El pont d'amplada de banda alta només el ven Nvidia i es recomana per a monitors de fins a 5K i envoltant.
La taula següent proporciona una visió general de l'amplada de banda màxima teòrica per a les transferències de dades en funció de les especificacions del tipus de pont que es troben al mercat obert:
| Velocitat del rellotge | 400 MHz | 540 MHz   | 650 MHz    |
| ---------------------- | ------- | --------- | ---------- |
| canal únic             | 1 GB/s  | 1,35 GB/s | 1.625 GB/s |
| doble canal            | 2 GB/s  | 2,7 GB/s  | 3,25 GB/s  |